# Дом просвещенцев (Самара)
Дом просвещенцев (Галактионовская улица, д. 45) — одна из достопримечательностей Самары. Построен в стиле постконструктивизма.
Это первый кирпичный Дом просвещенцев в СССР, который был построен первым жилищно-строительным кооперативом Самары. На сегодня в России известны два кирпичных Дома просвещенцев, построенных по разным проектам — в Самаре (1935 год) и Волгограде (1939 год).

## История
Первый кирпичный Дом просвещенцев в СССР был построен первым жилищно-строительным кооперативом Самары в 1933−1934 годах учителями за собственные средства и принят в эксплуатацию в 1935 году.
«Зеленый свет» строительству дало Постановление о жилищной кооперации в Советском Союзе, которое было принято 19 августа 1924 года ЦИК и СНК СССР. Строить Дом просвещенцев начали в 1933 году. В 1934 году заселились первые жильцы, в начале 1935 года здание официально введено в эксплуатацию.

В 1930—1940 годы дом был одним из центров культурного притяжения, местом встреч куйбышевской интеллигенции. В годы Великой Отечественной войны жители дома приняли на подселение к себе эвакуированных из разных мест страны.
Сохранились исторические экстерьеры с оригинальными элементами декора фасада, подобных которым нет на других зданиях Самары.
26 января 2023 года Дом просвещенцев был включён в перечень выявленных объектов культурного наследия Самарской области. С 15 января 2025 года — объект культурного наследия России регионального значения.